# Пронь, Адам
Адам Пронь (пол. Adam Proń; род. 7 октября 1951, Сосновец) — польский химик, специализирующийся в области химии и технологии электроактивных материалов.

## Биография
В 1980 году получил ученую степень кандидата химических наук в Пенсильванском университете. Руководителем его диссертации был Алан Грэхэм Макдиармид, американский физикохимик, лауреат Нобелевской премии по химии за 2000 год. В 1988 году защитил докторскую диссертацию в Варшавском политехническом университете. В 1991—1993 годах работал в США на производственном предприятии «UNIAX Corporation» (позже поглощенной химическим концерном DuPont), где работал в тесном сотрудничестве с другим лауреатом Нобелевской премии Аланом Хигером. В 1994 году он получил звание профессора. С 1998 года по 2012 год работал в Комиссариате по атомной энергетике в Гренобле в должности Директора по исследованиям.
С марта 2012 Адам Пронь является профессором на химическом факультете Варшавского политехнического университета (Кафедра химии и технологии полимеров). Наиболее значимым достижением его группы является получение электропроводного полианилина. В последнее время он проводит исследования в области синтеза гибридных электроактивных материалов, в которых нанокристаллы неорганических полупроводников являются частью органического полимера.
К настоящему моменту он опубликовал более 330 научных статей, процитированных более 11000 раз, а также является соавтором нескольких международных патентов в области химии и технологии материалов.
Адам Пронь является региональным редактором журнала «Synthetic Metals», который выпускает издательский дом Elsevier.

## Награды и премии
- В 2002 году получил Награду Фонда польской науки, признанной в Польше наиболее престижной научной наградой, и иногда именуемой Польской Нобелевской Премией.
- В 2011 году получил Медаль Яна Завидского, присуждаемую Польским химическим обществом за достижения в области физической химии.
- В 2019 году получил Медаль Анджея Снядецкого, вручаемую членам Польского химического общества за выдающиеся научные достижения в области химии.